# Strasbourg (Schiff, 1939)
Die Strasbourg war ein Schlachtschiff der französischen Marine. Sie war das zweite Schiff der Dunkerque-Klasse. Im Zweiten Weltkrieg entging die Strasbourg 1940 dem britischen Angriff auf die französische Flotte in Algerien. Sie wurde 1942 in Toulon von der eigenen Besatzung versenkt, um sie dem Zugriff der Achsenmächte nach der Besetzung Vichy-Frankreichs zu entziehen.

## Planung
Die Strasbourg und ihr Schwesterschiff, die Dunkerque, waren die französische Antwort auf die deutschen Panzerschiffe der Deutschland-Klasse. Der Baubeginn auf der Werft Chantiers de Penhoët in Saint-Nazaire war im November 1934, am 12. Dezember 1936 erfolgte der Stapellauf. Heimathafen war Toulon.

## Einsatzgeschichte
In der Anfangsphase des Zweiten Weltkrieges eskortierte die Strasbourg vor allem Konvois. Am 7. Oktober 1939 fuhr sie zusammen mit der britischen Force X gegen deutsche Einheiten im Atlantik. Am 25. Oktober 1939 gelang es ihr, den deutschen Frachter Santa Fe aufzubringen.
Nach der Niederlage Frankreichs 1940 wurde die Strasbourg zusammen mit der Dunkerque in den Hafen von Mers-el-Kébir in Französisch-Algerien verlegt. Bei der britischen Bombardierung der in Mers-el-Kebir liegenden französischen Flotteneinheiten am 3. Juli 1940 wurde die Dunkerque schwer beschädigt. Die Strasbourg, die der kommandierende Admiral Marcel Gensoul als Führungsschiff einer in Kiellinie laufenden Schlachtschiffformation vorgesehen hatte, hatte gerade ihren Ankerplatz verlassen, als dort britische Granaten einschlugen. Die Zerstörer Mogador, Volta, Lynx, Le Terrible und Tigre schlossen sich dem Ausbruchsversuch an. Die Mogador erhielt einen Volltreffer, der ihr Achterschiff zerstörte, so dass sie zurückblieb; Volta und  Le Terrible steuerten durch eine Lücke in der Netzsperre, die den Hafen vor U-Booten schützte; sechs Minuten später passierte die Strasbourg die Stelle. Wegen der Rauchschwaden über dem Hafen an genauer Beobachtung gehindert und überzeugt, die Sperre aus Seeminen, die britische Flugzeuge vor der Hafeneinfahrt gelegt hatten, würde flüchtende Schiffe aufhalten, bemerkten die Briten die Flucht der Schiffe erst spät. Die Strasbourg lief mit äußerster Kraft mit 28 Knoten ab und hatte bereits 18 Seemeilen zwischen sich und die Hood gebracht, als Admiral Somerville mit der dieser zur Verfolgung ansetzte. Ein Luftangriff mit leichten Bomben, vorgetragen durch sechs Swordfish-Bomber des Trägers Ark Royal, blieb wirkungslos. Ihre Geschwindigkeit von bis zu 40 Knoten ausnutzend, ließen sich die eskortierenden Zerstörer hinter die Strasbourg zurückfallen und setzten Torpedos mit maximaler Reichweite gegen die verfolgende britische Flotte ab, so dass diese nur vorsichtig folgen konnte. Zwei Stunden nach dem Ausbruch brach Somerville die Verfolgung der Strasbourg ab, und sie gelangte sicher nach Toulon. Dort wurde sie das Flaggschiff Vichy-Frankreichs.
| Umbau 31. Januar bis 25. April 1942 |
| Die Strasbourg wurde, trotz der schwierigen Versorgungslage nach dem Ausfall wichtiger Industriestandorte im besetzten Frankreich, entsprechend den Möglichkeiten modernisiert. So war sie eines der wenigen Schiffe, die ein französisches Radarsystem erhielten. Die Kombination aus ME-140 Sender und MR-126 Empfängereinheiten der Firma Sadir deckte den vorderen 45-Grad-Bereich des Schiffes ab und sollte Flugzeuge in bis zu 50 km Entfernung mit einer Genauigkeit von ±1° und ±50 m orten können. Mit dem Einbau des Systems fiel der 5-Meter-Entfernungsmesser auf dem Dach des Brückenturms weg. Die Flugabwehrbewaffnung wurde durch mehrere schwere Maschinengewehre verstärkt, die beiderseits des Brückenaufbaus aufgestellt wurden, ein weiteres wurde auf dem Dach des Hangars montiert. |

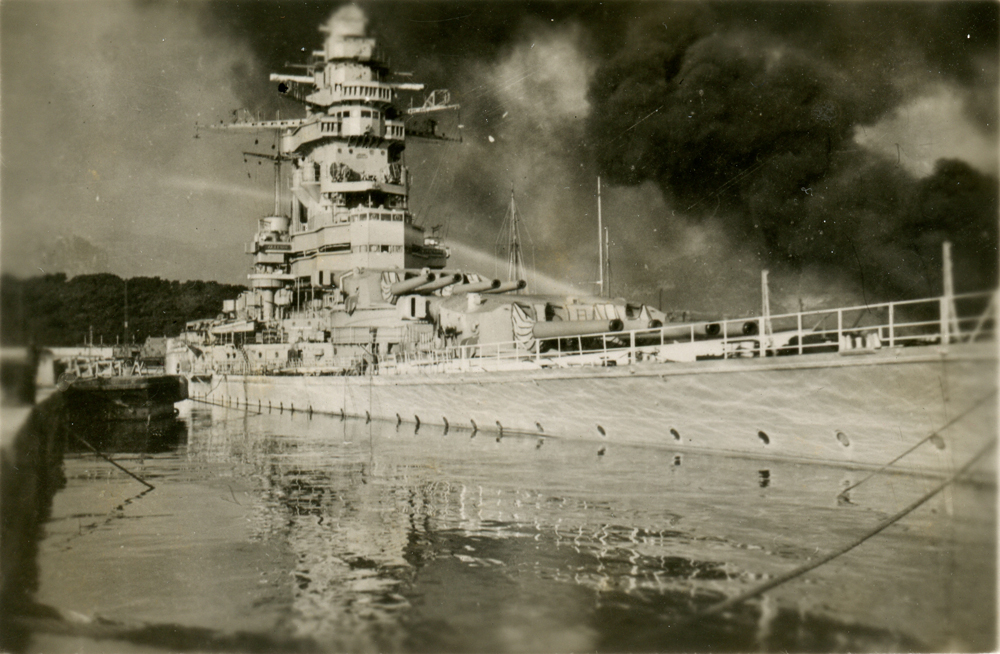
Die Strasbourg nach der Selbstversenkung in Toulon

Nach der Besetzung Vichy-Frankreichs durch deutsche Armeen (Unternehmen Anton) und dem versuchten Zugriff auf die in Toulon liegende französische Mittelmeerflotte versenkte sich diese, einschließlich der Strasbourg, am 27. November 1942 selbst.
Admiral de Laborde, der seine Flagge auf der Strasbourg gesetzt hatte, hatte zwar von Admiral Darlan den Befehl erhalten, mit der Flotte auszulaufen und die Schiffe den Alliierten zu übergeben, erhielt diesen aber zu spät, als deutsche Soldaten bereits in das weitläufige Gelände des Marinehafens eingedrungen waren. Deshalb erteilte er der Flotte den Befehl, die vorbereitete Selbstversenkung einzuleiten.
Lieutenant de vaisseau Georges Fay, der einen der 13,0-cm-Geschütztürme des Schlachtschiffes befehligte, schwenkte den Turm in Position, um die Panzer IV bekämpfen zu können, die auf den Liegeplatz vorrückten. Beim anschließenden Schusswechsel zwischen einem Panzer, dem Turm Nummer 5 und mehreren Maschinengewehren der Strasbourg wurde Fay nach dem Treffer einer Panzergranate von Splittern tödlich verwundet. Trotz seiner Verletzungen überwachte Fay weiter das Anbringen von Sprengladungen, mit denen der Turm Minuten später unbrauchbar gemacht wurde. Etwa 10 Minuten wurden durch die Schießerei für die Sabotageaktion gewonnen. Um 6:00 Uhr Ortszeit erteilte de Laborde den Befehl, die französische Flagge auf allen Schiffen zu setzen. Um 6:05 wurde die Funkausrüstung unbrauchbar gemacht, und 250 Seeleute der Strasbourg begannen mit Schneidladungen und Schweißbrennern, Turbinen im Maschinenraum und Verschlüsse von Geschützen zu zerstören, wasserdichte Türen im offenen Zustand zu verkeilen und Sprengladungen zu legen.
Als de Laborde schließlich um 6:10 Uhr von drei Deutschen vom Pier aus aufgefordert wurde, das Schiff zu übergeben, teilte er ihnen mit, dass die Strasbourg bereits im Sinken begriffen sei.
Das Schiff sackte auf ebenem Kiel nach dem Öffnen der Seeventile auf den seichten Hafengrund, so blieben die gesamten Aufbauten über Wasser.

## Ende
Später wurde die Strasbourg gehoben. 1944 schleppte man sie in die Bucht von Saint-Mandrier-sur-Mer. Dort wurde sie von US-amerikanischen Bomben getroffen und erneut versenkt. Am 1. Oktober 1945 wurde sie erneut gehoben und als Versuchsobjekt benutzt. Ab dem 27. Mai 1955 wurde sie verschrottet.